# Hugh Thomas
Hugh Swynnerton Thomas, barón Thomas de Swynnerton (Windsor, 21 de octubre de 1931-Londres, 7 de mayo de 2017) fue un historiador e hispanista británico. 
Miembro del Partido Conservador, fue asesor de la primera ministra Margaret Thatcher en la década de 1980. También dirigió el think tank Center for Policy Studies. 

## Biografía
Era hijo de Hugh Thomas Whitelegge, un comisario colonial, y de su esposa Angela Margery Augusta (nacida Swynnerton); por la rama materna estaba emparentado con sir Shenton Thomas, su tío. Inició sus estudios en una escuela privada de Dorset y en el Queens' College de la Universidad de Cambridge, donde obtuvo un título de Bachiller en Artes (1951); luego amplió estudios en La Sorbona (París). Obtuvo un premio Tripos en Historia (1952) y en 1953 presidió la Cambridge Union Society. De 1954 a 1957 trabajó para el Foreign Office, en parte como secretario de la delegación británica dentro de una subcomisión de la Comisión de Desarme de la ONU y en 1955 hizo su primer viaje a España.
Tras escribir un par de novelas que cosecharon muy poco éxito, recibió el encargo del editor James McGibbon que le propuso escribir un libro sobre la guerra civil española. Tras pasar dos años estudiando y entrevistándose con historiadores y supervivientes de ambos bandos del conflicto, finalmente, en 1961 se publicaba en inglés La Guerra Civil Española, para ser traducida casi de inmediato a varias lenguas europeas (en español por Ruedo Ibérico, 1962), por la cual obtuvo el Premio Somerset Maugham al año siguiente (1962); revisó esta obra, cuya "excelente acogida marcó mi vida", varias veces más (1977, 2003, 2011). En 1971 publicó una amplia historia de Cuba desde el periodo colonial hasta la revolución castrista: Cuba, or the Pursuit of Freedom, fruto de diez años de investigación. Más tarde él estudiaría la historia del tráfico atlántico de esclavos.
Ejerció como profesor en la Real Academia de Sandhurst y de 1966 a 1975 fue profesor de historia en la Universidad de Reading. Después dirigió el Centre for Policy Studies (Centro de Estudios Políticos) de Londres (1979-1991). Defendió la política de Margaret Thatcher y en 1981 recibió el título de par y de barón Thomas de Swynnerton (Notting Hill, Gran Londres). Escribió diversas obras políticas proeuropeas y tres novelas y se casó con la pintora Vanessa Jebb, hija del primer secretario general interino de la ONU Gladwyn Jebb. La pareja tuvo dos hijos y una hija.
Junto con Raymond Carr y Paul Preston formó un grupo de hispanistas británicos dedicado al estudio de la historia reciente de España, especialmente a la de la Segunda República y la guerra civil española, si bien Thomas se dedicó ulteriormente a la historia de España en la Edad Moderna, dedicando una trilogía al Imperio español formada por El Imperio español: de Colón a Magallanes (2006); El Imperio español de Carlos V (2010) y Felipe II: el señor del mundo (2013), su último trabajo.
Enemigo de toda forma de nacionalismo, abandonó el Partido Laborista en 1975 tras haber servido a su primer ministro Harold Wilson por su tibieza hacia la integración británica en el proyecto europeo (por entonces el Partido Conservador defendían el europeísmo). Luego se vio forzado a abandonar el Partido Conservador por ese mismo cambio de posición, al manifestarse en su opinión contra las instituciones e ideas europeístas y en 1997 se unió a los liberal demócratas.

## Obras
- Disarmament – the way ahead (1957) Fabian Society.
- The Spanish Civil War (1961); Penguin Books Ltd (1968); 2.ª ed. revisada (1977); 4.ª ed. revisada (2003). Una nueva edición revisada en 2011[8] conmemoraba los 50 años de su primera impresión; se tradujo a 15 lenguas.
- Cuba or the Pursuit of Freedom (1971); ediciones revisadas (1998), (2002), (2010).
- Cuba (1973) 3 volúmenes
- Goya: The Third of May 1808 (1972).
- Europe: the Radical Challenge (1973).
- John Strachey (1973).
- An Unfinished History of the World (1979); publicada en EE. UU. como A History of the World (1998); y con el título original en Londres (por Hamish Hamilton) en (1979) y con ediciones revisadas en (1981) y (1982).
- The revolution on balance (1983), Washington D. C.; Cuban American National Foundation 1983.
- Armed Truce (1986). Una historia de los inicios de la Guerra fría.
- Ever Closer Union (1991).
- The conquest of Mexico (1993); publicada en EE. UU. como Conquest: Montezuma, Cortés and the Fall of Old Mexico.[9]
- The Slave Trade: The History of the Atlantic Slave Trade 1440–1870 (1997); Simon and Schuster.
- Who Is Who of the Conquistadors (2000). Un estudio de los conquistadores que sucedieron a Cortés.
- Rivers of Gold (2003); primer libro de una trilogía sobre el Imperio español.
- Beaumarchais in Seville (2006); ISBN 978-0-300-12103-2.
- Eduardo Barreiros and the Recovery of Spain (2009); una biografía de Eduardo Barreiros.
- The Golden Age: The Spanish Empire of Charles V (2010); segundo libro de una trilogía sobre el Imperio español. Publicado en EE. UU. como The Golden Empire: Spain, Charles V, and the Creation of America (2011).
- The World's Game; novela (1957).
- The Oxygen Age; novela (1958).
- Klara, novela (1988).
- The Suez Affair (1966); un análisis de la Crisis de Suez de 1956.
- World Without End: The Global Empire of Philip II (2014); tercer volumen de la trilogía sobre el Imperio español.

## Ediciones en español de sus obras principales
- — La Guerra Civil Española (Ruedo Ibérico, 1961).
- — Cuba. La lucha por la libertad (Grijalbo, 1971; Debate, 2004) ISBN 84-8306-600-9
- — Una historia del mundo (Hamish Hamilton, 1979).
- — La conquista de México (Planeta, 1994) ISBN 84-08-07353-2
- — La trata de esclavos (Planeta, 1998) ISBN 84-08-02739-5
- — Quién es quién de los conquistadores (Salvat, 2001) ISBN 84-345-6654-0
- — El Imperio español: de Colón a Magallanes (Planeta, 2006) ISBN 84-08-06683-8. (Primer libro de una trilogía acerca del Imperio español).
- — Carta de Asturias (Gadir, 2006) ISBN 84-934748-8-6
- — Yo, Moctezuma, emperador de los aztecas (Planeta, 2007) ISBN 84-08-07262-5
- — Barreiros, el motor de España (Planeta, 2007) ISBN 84-08-06834-2
- — Goya: el tres de mayo de 1808 (Planeta, 2008) ISBN 84-08-08240-8
- — El Imperio Español de Carlos V (Planeta, 2010) ISBN 9788408094609.  (Segundo libro de la trilogía acerca del Imperio Español).
- — Felipe II: El Señor del Mundo (Planeta, 2013) ISBN 9788408118497. (Tercer libro de la trilogía acerca del Imperio Español).

## Distinciones
- 1962: Premio Somerset Maugham.
- 1994: Miembro de la Real Academia de la Historia de España.[10]
- 2001: Gran Cruz de la Orden de Isabel la Católica.[11]
- 2001: Orden del Águila Azteca de México.
- 2008: Premio Gabarrón.
- 2008: Comandante de la Orden de las Artes y las Letras de Francia.
- 2009: Premio Nonino.
- 2009: Premio Boccaccio.
- 2009: Premio de Periodismo Rafael Calvo Serer.[12]
- 2013: Premio Joaquín Romero Murube de Sevilla.
- 2013: Miembro de la Real Academia Sevillana de Buenas Letras.[13]
- 2014: Gran Cruz de la Orden de Alfonso X el Sabio.[14]